# Форт Хол (Ајдахо)
Форт Хол (енгл. Fort Hall) насељено је место без административног статуса у америчкој савезној држави Ајдахо.

## Демографија
По попису из 2010. године број становника је 3.201, што је 8 (0,3%) становника више него 2000. године.
| Група             | 2000.       | 2010.       |
| Белци             | 903 (28,3%) | 869 (27,1%) |
| Афроамериканци    | 1 (0,0%)    | 3 (0,1%)    |
| Азијати           | 10 (0,3%)   | 12 (0,4%)   |
| Хиспаноамериканци | 243 (7,6%)  | 349 (10,9%) |
| Укупно            | 3.193       | 3.201       |